# نیدرزولتسباخ
نیدرزولتسباخ (به فرانسوی: Niedersoultzbach) یک کمون در فرانسه با جمعیت ۲۶۳ نفر است که در Canton of Bouxwiller واقع شده‌است.